# Mythos
Mythos (Μύθος) je řecké pivo vyráběné v druhém největším řeckém pivovaru Mythos. Je zde vyráběno od roku 1997. Jméno Mythos znamená v řečtině „legenda“. Pivo se prodává v lahvích i plechovkách o objemu 330 ml a 500 ml.
Mythos má širokou řeckou distribuci a je vyvážen do řady světových a evropských zemí včetně České republiky.

## Druhy piva značky Mythos
- Mythos (5 %) - Pivo vyhrálo „2001 Interbeer International Beer & Whiskey Competition“. Vyrábí se od roku 1997. Je to ležák se světle žlutou barvou a jemnou chutí.
- Mythos Red (5,5 %) - Premium red beer se zářivě červenou barvou a jemnou chutí.